# 536 (numero)
Cinquecentotrentasei (536) è il numero naturale dopo il 535 e prima del 537.

## Proprietà matematiche
- È un numero pari.
- È un numero composto con 8 divisori: 1, 2, 4, 8, 67, 134, 268 e 536. Poiché la somma dei suoi divisori (escluso il numero stesso) è 484 < 536, è un numero difettivo.
- È un numero rifattorizzabile, essendo divisibile per il numero dei suoi divisori.
- È un numero palindromo e un numero ondulante nel sistema di numerazione posizionale a base 13 (323).
- È un numero felice.
- È un numero colombiano nel sistema numerico decimale.
- È un numero odioso.
- È un numero congruente.
- È parte delle terne pitagoriche (402, 536, 670), (536, 1005, 1139), (536, 4473, 4505), (536, 8970, 8986), (536, 17952, 17960), (536, 35910, 35914), (536, 71823, 71825).

## Astronomia
- 536 Merapi è un asteroide della fascia principale del sistema solare.
- NGC 536 è una galassia spirale della costellazione di Andromeda.

## Astronautica
- Cosmos 536 è un satellite artificiale russo.